# Franklin de Carvalho Junior
Franklin de Carvalho Junior (Magé, 12 de agosto de 1903 – Volta Redonda, 2 de maio de 1980) foi um militar brasileiro, reconhecido por sua atuação como Mestre da Banda de Música da Força Expedicionária Brasileira (FEB) durante a Segunda Guerra Mundial. Em 2024, foi designado como Patrono do Quadro de Músicos do Exército Brasileiro.

### Biografia
Franklin de Carvalho Junior nasceu em Magé, Rio de Janeiro, no dia 12 de agosto de 1903. Ingressou nas Forças Armadas em 1926 e, em 1934, obteve a graduação de Sargento Ajudante-Contramestre de Música. Em 1944, foi promovido a 2º Tenente e recebeu a especialização de Mestre de Música.
Durante a Segunda Guerra Mundial, foi designado Mestre da Banda de Música da Força Expedicionária Brasileira (FEB), que foi formada pela fusão das bandas do 1º, 6º e 11º Batalhões de Infantaria, componentes das Organizações Militares que integraram a FEB. Sua atuação teve um impacto significativo, sendo descrita pelo General Mascarenhas de Moraes como uma iniciativa de "notável repercussão para elevar o moral das tropas que representaram o Exército Brasileiro no Teatro de Operações da Itália".
Após seu retorno ao Brasil, Franklin foi designado Mestre da Banda da Academia Militar das Agulhas Negras (AMAN). Foi condecorado com as Medalhas de Guerra e de Campanha e promovido a 1º Tenente em 3 de maio de 1954. Posteriormente, foi transferido para a reserva no posto de Capitão.
Além de sua atuação no meio militar, Franklin de Carvalho Junior também foi maestro da Banda da Companhia Siderúrgica Nacional (CSN), uma corporação musical formada em meados de 1945/1946. A banda era composta por músicos oriundos das fileiras dos operários da usina, que possuíam conhecimento musical, e por músicos egressos de bandas militares. A Banda da CSN funcionou por décadas e teve sua atividade encerrada por volta de 2005, quando foi reorganizada dentro da Fundação CSN. Na década de 1990, a banda assumiu um caráter mais profissional, incorporando músicos com formação acadêmica específica em instrumentos, graduados em universidades nacionais, e realizando apresentações com artistas renomados como Flávio Venturini e Beth Carvalho. Outro maestro de destaque na história da banda foi Marcelo Jardim.
Franklin de Carvalho Junior faleceu em 2 de maio de 1980, na cidade de Volta Redonda, Rio de Janeiro.

### Homenagens
Em 13 de novembro de 2024, a Portaria – C Ex Nº 2.381 designou o Capitão Franklin de Carvalho Junior como Patrono do Quadro de Músicos do Exército Brasileiro e instituiu o Dia do Quadro de Músicos do Exército.
O Dia do Quadro de Músicos do Exército será celebrado anualmente em 12 de agosto, data de nascimento do Capitão Franklin de Carvalho Junior.
Diversas instituições prestam homenagem ao Capitão Franklin de Carvalho Junior, incluindo escolas que levam seu nome. Entre elas, destaca-se a Escola Municipal Maestro Franklin de Carvalho Júnior, localizada em Volta Redonda, que visa preservar sua memória e contribuição para a música e a educação.

### Condecorações
- Medalha de Guerra
- Medalha de Campanha

### Obras
- Música: Oração Pelo Brasil[4]
- Livro: Curso Completo de Teoria Musical